# میم: خواب‌نامه مارهای ایرانی
میم: خواب‌نامه مارهای ایرانی رمانی است از علی‌مراد فدایی‌نیا. این اثر که توسط نشر ثالث در سال ۱۳۸۵ انتشار یافت، در واقع جلد نخست رمان پنج جلدی به همین نام است. عنوان فرعی جلد نخست (کتاب اول) «آغاز» است. جلد نخست رمان در ابتدا به همت نشر افسانه در سوئد و سپس توسط نشر ثالث و دوره کامل رمان پنج جلدی «میم» توسط انتشارات نارنجستان در لس‌آنجلس منتشر شده است.
علی‌مراد فدایی‌نیا پیش از این نیز کتاب‌های «حکایت هیجدهم اردیبهشت بیست‌وپنج»، «برج‌های قدیمی»، «عابر علف»، «نامهٔ شاهپور و آهوانش»، «روایت بی‌نامان»، «ضمایر» و «طبل» را به نشر رسانده است.

## داستان
شخصیت اصلی این داستان - که با سبک امپرسیونیسی به نگارش درآمده - کودکی است با نام علی که از طبقات محروم اجتماعی است. روزی بر اثر اصابت سر علی با شیر آب سر شکافته شده و علی راهی بیمارستان می‌شود. واگویه‌های او در بیمارستان از جمله ذهنیتی که نسبت به مارها دارد داستان را شکل می‌بخشد.
رمان «میم» پیش از انقلاب و در منطقه‌ای روستایی- صنعتی در خوزستان رخ می‌دهد؛ جایی که مردمی از نژادها و اقوام مختلف ایرانی گرد آمده و فرهنگ خاص منطقه خویش را پدیدآورده‌اند. مکان و موقعیتی که می‌توان آن را با برج بابل پیش از پراکندگی زبان‌ها و نژادها مقایسه کرد؛ البته واژگون‌شدهٔ آن، زیرا برج بابل در عهد عتیق موقعیتی است که نوع انسان به اختلاف نرسیده و همه انسان‌ها هنوز با یک زبان سخن می‌گویند اما در این روستا- شهر صنعتی، انسان‌ها اختلاف‌ها را کنار گذاشته و به عدن بازگشته‌اند اما عدنی که دیگر در آن آسایشی یافت نمی‌شود.
جالب اینجاست که نقطه جغرافیایی رخداد رمان «میم» نیز در همان حوالی عدن شرقی است. رمان «میم» در پی ساخت روایتی دوباره از عدن و داستان آفرینش است و در این راستا که نشانه‌های آن را در پی خواهیم کاوید، از شکل روایی و زبان خاصی بهره می‌جوید تا بتواند این جهان را سر و شکل دهد.

## دربارهٔ اثر
علی‌مراد فدایی‌نیا در این اثر به جستجوی آن است که با بی‌روایتگری داستانی را روایت کند. دغدغهٔ اصلی این داستان روایت است، آن هم روایتی با تکیه بر یکی از مهمترین دغدغه‌های بشر یعنی داستان آفرینش به انضمام واکاوی درون شخصیت‌ها، اما با این حال سعی دارد این روایت را در بی‌بیانی روایت کند؛ آن‌سان که در نوشته‌ای در آغاز این کتاب می‌خوانیم: «تمام این حکایت در بی‌بیان قدیم اتفاق افتاده. راوی فقط اسامی را عوض کرده. برای سرگرمی.» و بی‌بیان نام آن روستا- شهر صنعتی است.
نویسنده سعی دارد با زبانی تکه‌تکه‌شده، تکرارهای مکرر و جابه‌جایی نهاد و گذاره روایت را از روایتگری بیندازد تا به بی‌بیانی و بی‌روایتگری برسد، زیرا «بی‌بیان» جای بیان نیست. این زبان از سوی دیگر به نویسنده این امکان را می‌دهد که به اثر هویت مستقل زبانی بخشد و به خواننده القا کند که این رمان، جهان خاص و به خود معطوفی را آفریده است. زبان متفاوت و درهم پیچیدهٔ اثر امکان ساخت استعاره و تمثیل را بی‌آن‌که پر رنگ بنمایند فراهم می‌آورد اما خواندن رمان را نیز به همان میزان دشوار می‌کند.
استعارهٔ اصلی داستان متکی است به حروف میم و الف. «میم» نشانه مار است (و از منظر ترسیم مشابه مار)؛ مار درون شخصیت میم (علی البرز) و آن خزنده‌ای که میم را در کودکی نیش می‌زند و همچنین استعاره از مار عدن که حوا را فریب می‌دهد؛ و کتاب اول؛ آغاز موضوع اصلی‌اش واکاوی همین مار درون میم است که در میان آدمیان دچار تناقض، پلیدی و بلاهت گیر افتاده است. «الف» نیز که به آدمی اشاره دارد و نماد آن «البرز». البرز پدر میم است با بلاهت، تناقض و سرگردانی‌اش. اما همه این جهان داستانی- که از آه یک مار سرمنشاء می‌گیرد (ص۱۸۲) در جهانی رخ می‌دهد که انسان از کار آن هم به شکل صنعتی نمی‌تواند رویگردان باشد؛ کاری که هم فرد را به بندگی می‌کشاند و هم به او و خانواده‌اش آسیب می‌رساند.
صنعت در این داستان صرفاً انسان را به بندگی می‌گیرد و حتی رفاه را نیز برای او به ارمغان نمی‌آورد. شخصیت‌ها در فضایی روستایی و بدون امکانات زندگی می‌کنند و آسیب جهان صنعتی را نیز پذیرا می‌شوند. آدم‌هایی که از خراسان و گیلان و کرمان و هزاران جای دیگر در بی‌بیان گرد آمده‌اند تا به سرنوشت محتوم خود گردن نهند؛ انسان‌هایی با افکار سنتی که یکباره جهان را دگرگونه دیده‌اند و در جهان نیمه صنعتی پیرامونشان بی آن که به درک این جهان نائل آیند یا خود را بتوانند با آن مطابقت دهند، در مشغله کار وامانده‌اند. در چنین جهانی از تناقض‌ها است که داستان میم و خلیدن مار درونش روایت می‌شود.

## پی‌نوشت
1. 1 2 3 4 5 6 7 8  روزنامه‌ی اعتماد ملی، شماره ۵۳۳ به تاریخ ۸۶/۹/۲۱، صفحه ۸ (ادبیات/جوایز ادبی)، درباره رمان «میم: خوابنامه مارهای ایرانی»، نوشته علی‌مراد فدایی‌نیا؛ بی‌روایتگری روایی، سعید طباطبایی[پیوند مرده]